# Strejești
Strejești is een Roemeense gemeente in het district Olt.
Strejești telt 3436 inwoners.